# 黃榮秋
黃榮秋，中華民國（台灣）數學學者、政治人物，曾代表中國國民黨在台灣省第二選區（桃竹竹苗）當選為第一屆第四次增額立法委員。

## 外部連結
- 國立清華大學數學系介紹黃榮秋 （页面存档备份，存于）
- 中國文化大學應用數學系介紹黃榮秋[永久]